# Lützowplatz
Lützowplatz är ett torg i stadsdelen Tiergarten i centrala Berlin. 

## Läge
Lützowplatz ligger vid Landwehrkanals södra strand, Lützowufer. Följande gator strålar ut från torget: 
- åt nordost Lützowufer och Lützowstrasse
- åt sydost Karl-Heinrich-Ulrichs-Strasse,
- åt sydväst Schillstrasse söderut
- västerut Wichmannstrasse
- åt nordväst Klingelhöferstrasse över Herkulesbrücke.

Lützowplatz ligger längs axeln och genomfartsgatan Winterfeldtplatz–Nollendorfplatz–Lützowplatz–Grosser Stern, som avslutas i norr vid Siegessäule.
I norr angränsar ambassadkvarteret Tiergarten-Dreieck och Bauhaus-Archiv till Lützowplatz.
Området omkring Lützowplatz går även under benämningen Lützowviertel.

## Bebyggelse
Med undantag för mindre tekniska byggnader är den öppna ytan i mitten obebyggd och här finns en stor planterad yta med gångvägar och en lekplats. Biltrafiken leds omkring den centrala grönytan. Följande byggnader har gatuadressen Lützowplatz:
- I nordost Grand Hotel Esplanade.
- Lützowplatz 5 och 7 samt Statistisches Reichsamts byggnad på Lützowufer 6–8 uppfördes i mitten av 1870-talet efter ritningar av Wilhelm Neumann, som själv bodde i nummer 7.
- I öster ligger kontor och bostäder, bland annat Haus am Lützowplatz, uppfört 1873, och Stiftung Warentests byggnad som ritades av Friedrich Wilhelm Kraemer 1965 för Preussag. Här finns även bostadshus ritade av Axel Schultes, Mario Botta och Modersohn & Freiesleben.
- I söder ligger Hotel Berlin, Berlin, uppfört 1958.

## Historia
Trakten kring nuvarande Lützowplatz låg fram till mitten av 1800-talet på mark som tillhörde den då självständiga staden Charlottenburg. Från 1845 till 1850 breddades Landwehrgraben till den 22 meter breda Landwehrkanal, som här gör en utbuktning söderut. Martin Gropius ritade 1858 Villa Heese som en av de första arkitekterna att formge trakten kring Lützowplatz.
År 1861 blev området kring Lützowplatz att införlivas i staden Berlin som del av Schönebergs förstad och bebyggdes enligt Hobrechtplanen från 1862. År 1867 påbörjades byggnationen av det efter godsägaren Georg Friedrich Kielgan uppkallade området Kielgan-Viertel mellan Nollendorfplatz och Lützowstrasse, med flerbostadshus och villor. Den 23 november 1869 fick torget sitt nuvarande namn efter friherre Ludwig Adolf Wilhelm von Lützow, som även bott i närheten, i samband med att en rad nyanlagda gator och torg i Berlins södra stadsdelar gavs namn efter militärer i de preussiska befrielsekrigen mot Napoleon 1813–1815. Elisabeth von Plotho och Armand von Ardenne bosatte sig 1873 efter sitt giftermål i närheten Lützowplatz. Även mejeriägaren Carl Bolle bodde i trakten 1880 och lät även sina kor beta i närheten.
Lützowplatz fungerade under en längre tid som lagerplats för kol och trä, fram till att den genom färdigställandet av Herkulesbrücke 1890 slutligen knöts ihop med Tiergarten. Torget fick sin grönplanterade utformning 1900 av Hermann Mächtig och 11 oktober 1903 avtäcktes här den monumentala Herkulesbrunnen som utformats av stadsbyggnadsrådet Ludwig Hoffmann och skulptören Otto Lessing.
Lützowplatz blev ett musikaliskt centrum i Berlin efter att musikförläggaren Fritz Simrock och hans hustru Clara från 1870-talet börjat anordna musikaliska soiréer och matinékonserter, där bland andra kompositörerna Johannes Brahms, Anton Rubinstein, Antonín Dvořák och Max Bruch medverkade.
Området kom att dra till sig många kända profiler och konstnärer, som Peter Behrens, Joachim Dammer, Wilhelm Fliess, Walter Gropius, Sigfrid Hammerschlag, Dora Hitz, Rudolf Jacobi, Traugott von Jagow, Adolf Jandorf, Willi Huth, Alfred Lion, Adolph von Menzel, Julius Meier-Graefe, Eva Poll, Alfred von Tirpitz, Anton von Werner och Theodor Wolff. Fram till 1930-talet hade kvarteret kring Lützowplatz en blomstringstid.
I den dåvarande Fristaten Braunschweigs diplomatiska beskickning på Lützowplatz 11 erhöll Adolf Hitler 25 februari 1932 formellt tyskt medborgarskap. Führerns kansli inkvarterades 1934 tillfälligt vid Lützowufer i närheten av Lützowplatz.
Under andra världskriget fanns en luftvärnsställning vid Lützowplatz. Genom krigets omfattande förstörelse återstod efter kriget av bebyggelsen kring torget  endast bostadshusen på Lützowplatz 7 och 9. Även Herkulesbrücke förstördes. Den ersattes 1950 med en trefilig armerad betongbro, som från 1962 till 1964 utökades med ytterligare en trefilig spännarmerad betongbro öster om den befintliga.

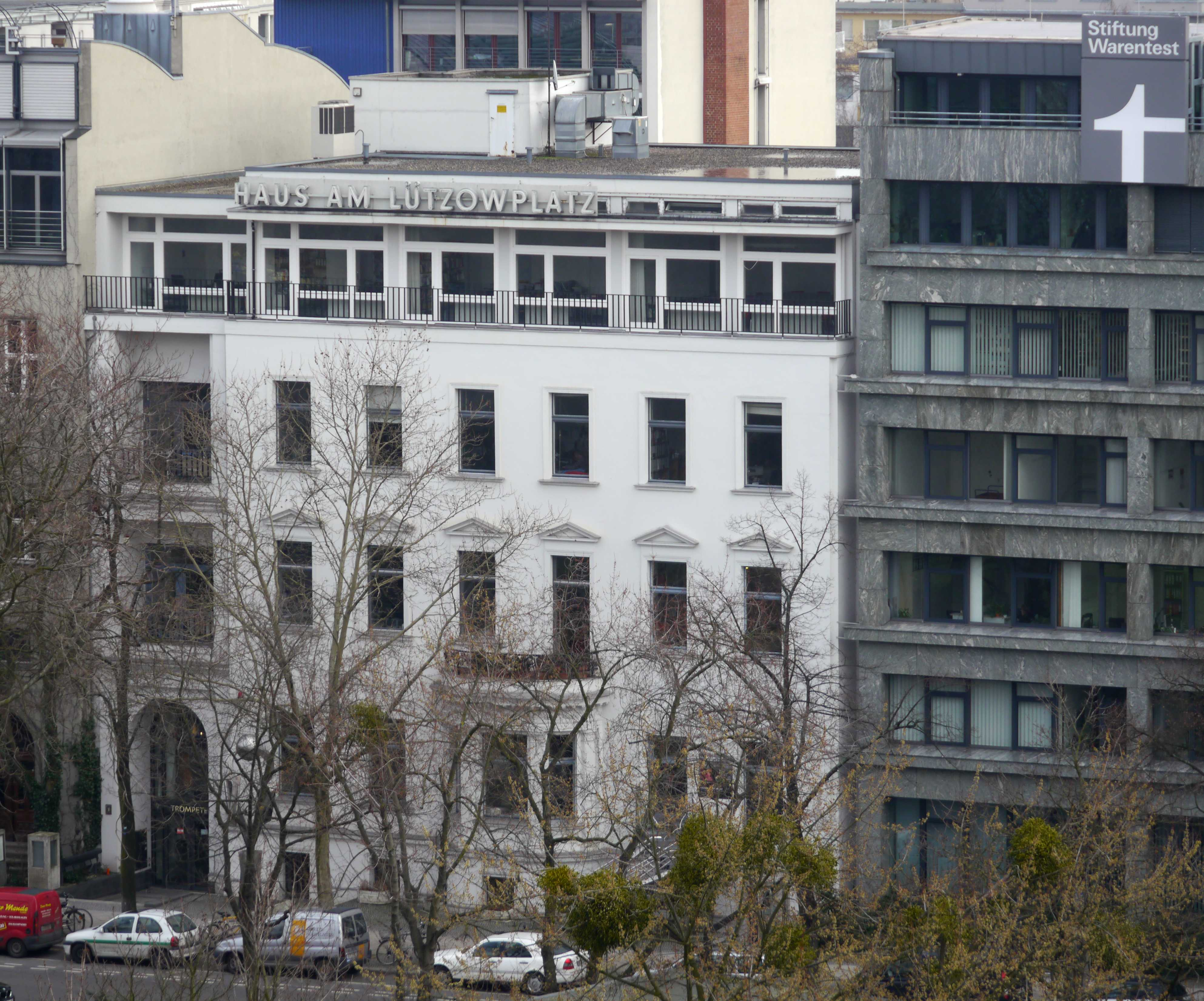
Haus am Lützowplatz på Lützowplatz 9. Till höger Stiftung Warentests byggnad.

Haus am Lützowplatz (nummer 9) kom att användas av Kunstamt Tiergarten som utställningslokal för samtidskonst. Bokmässan Woche des Buches anordnades här för första gången i Västberlin 1952. Kabarettisten Wolfgang Neuss drev här scenen "Domizil" i husets källarvåning.
År 1966 erhöll Stiftung Warentest ett hyreskontrakt på lokaler i Preussag-byggnaden på nummer 11-13 och sedan 1987, då man köpte byggnaden, är byggnaden högkvarter för stiftelsen.
Fram till Tysklands återförening ledde kringledningen av Bundesstrasse 5 över Lützowplatz, över Schillstrasse och Lützowufer.
Vid torgets västra del revs 2013 ett bostadshus som ritats av Oswald Mathias Ungers för Internationale Bauausstellung 1984 och ersattes av en kontorsbyggnad ritad av Modersohn & Freiesleben. År 2018 flyttade Commerzbank sitt Berlinhuvudkontor hit från Potsdamer Strasse.
Under början av Covid-19-pandemin den 29 februari 2020 var en klubb vid Lützowplatz plats för en omfattande spridning av COVID-19.